# Kostel Nanebevzetí Panny Marie (Staré Město pod Landštejnem)
Kostel Nanebevzetí Panny Marie ve Starém Městě pod Landštejnem je farní kostel římskokatolické farnosti Staré Město pod Landštejnem a kulturní památka České republiky. Památkově chráněn je celý areál včetně zbytku ohradní zdi, samostatné stojící zvonice a vně kostela stojících soch svatého Jana Nepomuckého a svatého Donáta. 

## Historie a popis kostela
Původní jednolodní kostel s plochým stropem, postavený v raně gotickém stylu, získal na přelomu 15. a 16. století klenuté trojlodí, nový presbytář (kněžiště) a sakristii. Začátkem 18. století získal presbytář novou barokní klenbu. V roce 1850 kostel dostal novou střechu.
Barokní hlavní oltář pochází z roku 1723. Kazatelna je raně barokní (17. století). Kamenná křtitelnice je pozdně gotická. V kostele jsou tři kamenné náhrobníky, mj. náhrobník Zdeňka Krajíře z Kraňku (†1521).

## Zvonice
Hranolová věž kostela (zvonice) stojí před západním průčelím kostela. Byla postavena z lomového kamene v 1. polovině 16. století. Původně plnila i funkci strážní věže, má střílny. Cibulová báň věže pochází z roku 1859.